# فرونتلاين
فرونتلاين (بالإنجليزية: Frontline) وتعني الخط الأمامي، هُو برنامج تلفزيوني استقصائي وثائقي يُذاع على شبكة بي بي إس الأمريكية منذ سنة 1983. غطت حلقات البرنامج العديد من المواضيع والقضايا المحلية والدولية، على غرار قضايا الإرهاب والانتخابات والكوارث البيئية، وعدة مواضيع سياسية واجتماعية أخرى. 

## وصلات خارجية
- الموقع الرسمي
- فرونتلاين  في قاعدة بيانات الأفلام على الإنترنت (بالإنجليزية)